# شوتا بيبلوف
شوتا بيبلوف (بالروسية: Шота Геннадьевич Бибилов)‏ (6 أغسطس 1990 بفلاديقوقاز في روسيا - ) هو لاعب كرة قدم روسي في مركز الوسط. شارك مع منتخب روسيا تحت 21 سنة لكرة القدم. أما مع النوادي، فقد لعب مع روبين كازان وسبارتاك فلاديكافكاز ونادي فولغا نيجني نوفغورود ونادي نيجني نوفغورود.

## روابط خارجية
- شوتا بيبلوف على موقع قاعدة بيانات كرة القدم.إي يو (الإنجليزية)
- شوتا بيبلوف على موقع Soccerway.com (الإنجليزية)
- شوتا بيبلوف على موقع AS.com (الإسبانية)